# Heuchera longiflora
Heuchera longiflora är en stenbräckeväxtart som beskrevs av Per Axel Rydberg. Heuchera longiflora ingår i släktet alunrötter, och familjen stenbräckeväxter. Inga underarter finns listade i Catalogue of Life.